# ميس كليل الورق
ميس كليل الورق (الاسم العلمي:Celtis amblyphylla) هو نوع نباتي يتبع جنس الميس من فصيلة القنبية.